# José Casaú
José Casaú Abellán (Lorca, 14 mai 1889 - Carthagène, 20 février 1973) est un homme de théâtre, photographe et photojournaliste espagnol, actif à Carthagène.

## Biographie
José Casaú est né en 1889 dans le quartier de San Cristóbal à Lorca, mais il s'installe après quelques mois à Carthagène avec sa famille, d'une humble extraction. Avec une formation minimale, il travaille dans des métiers pénibles, jusqu'à ce qu'il commence à vendre des cartes postales en 1910.
Il a travaillé pour les magazines La Unión Ilustrada et Blanco y Negro.